# Marie Besnard, l'empoisonneuse
Marie Besnard, l'empoisonneuse é um telefilme franco-belga de 2006 estrelado por Muriel Robin e dirigido por Christian Faure para os canais TF1 e RTBF. O filme é baseado em uma história real.
Por seu papel como Marie Besnard, Robin foi premiada com um Emmy Internacional, tornando-se a primeira atriz francesa a vencer nesta categoria.

## Enredo
Loudun, outubro de 1947. Leon (Jean-Yves Chatelais) e Marie Besnard (Muriel Robin) comemoraram seu décimo oitavo aniversário de casamento com seus amigos e Ady (Frank Geney), um ex-prisioneiro alemão que eles "adotaram". Poucos dias depois, Leon morre. Louise (Annie Grégorio), uma amiga do casal e, provavelmente, amante de Leon alega que, no leito de morte, o falecido disse a ela que Marie estava envenenando ele. A cidade inteira logo condena Marie e ela é presa e enviada para a cadeia. Será que ela realmente matou Léon, bem como doze outros membros de sua família como a acusam?.

## Elenco
- Muriel Robin ... Marie Besnard
- Mélanie Bernier ... Simone
- Jean-Yves Chatelais ... Léon Besnard
- Mado Maurin ... Sra. Davaillaud
- Frank Geney ... Ady
- Annie Grégorio ... Louise Pinson
- Olivier Saladin ... Auguste Leclerc
- Gérard Chaillou ... Bodin
- Marie-France Santon ... Sra. Trousseau
- Grégory Fitoussi ... Me Vidal
- Pascal Reneric ... Jacques
- Jean-Noël Brouté ... Inspetor Lavalette
- Jean-Paul Dubois ... Doutor Vallois
- Maëva Pasquali ... Marylou
- Anne Loiret ... mãe de Simone